# South Bend (Indiana)
South Bend is een stad in de Amerikaanse staat Indiana en telt 107.789 inwoners. Het is hiermee de 211e stad in de Verenigde Staten (2000). De oppervlakte bedraagt 100,2 km², waarmee het de 166e stad is.

## Demografie
Van de bevolking is 14,8% ouder dan 65 jaar en zij bestaat voor 32,5% uit eenpersoonshuishoudens. De werkloosheid bedraagt 4,7% (cijfers volkstelling 2000).
Ongeveer 8,5% van de bevolking van South Bend bestaat uit hispanics en latino's, 24,6% is van Afrikaanse oorsprong en 1,2% van Aziatische oorsprong.
Het aantal inwoners steeg van 106.055 in 1990 naar 107.789 in 2000.

## Klimaat
In januari is de gemiddelde temperatuur -4,8 °C, in juli is dat 22,7 °C. Jaarlijks valt er gemiddeld 994,2 mm neerslag (gegevens op basis van de meetperiode 1961-1990).

## Stedenbanden
- Arzberg (Duitsland)
- Częstochowa (Polen)
- Guanajuato (Mexico)

## Plaatsen in de nabije omgeving
De onderstaande figuur toont nabijgelegen plaatsen in een straal van 8 km rond South Bend.

## Geboren
- Kenneth Rexroth (1905–1982), dichter
- George Rickey (1907–2002), beeldhouwer
- Mike Salay (1909–1973), autocoureur
- John Clarke (1932-2019), acteur
- Jerry Coker (1932-2024), jazzklarinetist, tenorsaxofonist, auteur en pedagoog
- Richard Meredith (1932-2025), ijshockeyer
- Pete Kleinow (1934–2007), muzikant
- Chad Everett (1936–2012), acteur
- Eric F. Wieschaus (1947), ontwikkelingsbioloog en Nobelprijswinnaar (1995)
- Isiah Whitlock jr. (1954), acteur
- Janice Voss (1956–2012), astronaute
- Dean Norris (1963), acteur
- Ryan Newman (1977), autocoureur
- Josh Garrels  (1980), zanger
- Pete Buttigieg (1982), politicus, burgemeester van South Bend van 2012 tot 2020
- James Mueller (1982), politicus, burgemeester van South Bend sinds 2020
- Leroy Dixon (1983), sprinter